# 日立製作所武蔵工場事件
日立製作所武蔵工場事件（ひたちせいさくしょむさしこうじょうじけん）は日本の労働裁判。
日立製作所武蔵工場社員の田中 秀幸（たなか ひでゆき、1941年8月13日 - ）が19歳の時に労組評議員に当選したとき70数名の臨時工解雇と全く闘わない労組の評議員会で取り上げたため途端に賃金差別され、26歳の時に臨時工と女子の2名の不当解雇を撤回させるために裁判証言で闘ったために嫌悪され、その直後に日立は活動家排除を目的に一回だけの残業拒否を口実に解雇したとされ、これを不服として無効を求める訴訟を起こした。
1991年10月、最高裁判所に労使協定の範囲内での残業命令には従わなければならないという決定を下される。さらに、有給休暇の取得時期についても、会社側の裁量権・時季変更権を判決で認めている。この判決には国の内外を問わず、就業規則を会社側有利に締結すれば都合により残業できない場合でも無理やり働かせることが可能になり、長時間労働・解雇の濫用が横行してしまうと非難の声があがった。
2000年9月、日立との間で職場復帰は認めないものの日立側の責任を認めさせる形で和解協定を締結。
日立の争議は、日本の大企業が理不尽な解雇や陰湿な差別という不当な手段を使って労働者を支配している実態を世界にアピールした事に意義があると評価されている。